# Charles Vane
Charles Vane (Anglia, 1680 – Port Royal, 1721. március 29.) angol származású kalóz, aki a kalózok aranykorában élt és tevékenykedett. Leginkább a Bahama-szigeteknél fosztogatott.
Vane 1680 körül született az Angol Királyságban. Az egyik első kalóz kalandja Henry Jennings vezetésével történt. 1715. július végén vihar tombolt Fort Pierce-nél Florida partjainál. A spanyol flotta egyik megmaradt hajóját a víz a partra sodorta, aminek a rakománya a mondákkal ellentétben nem aranyat, hanem marhabőrt, csokoládét, sassafrát, tömjént és vaníliát tartalmazott. Ez a hajó volt az Urca de Lima. A túlélőket a parton Francisco Salmón admirális szervezte. Decemberben a kalózok, Henry Jennings és Charles Vane elfogtak egy spanyol postai hajót, és kapitányától, Pedro de la Vegától megkapták a fő spanyol mentőtábor és Urca de Lima pontos helyzetét. Nagyobb hadierővel lepték meg a tábort, és Salmónnak nem volt más választása, mint átadni a megmaradt kincset.
1717-re Vane saját hajóit vezényelte, és Nassauban a Kalózok Köztársaságának egyik vezetője volt. 1718-ban elfogták, de beleegyezett abba, hogy befejezi a bűnözést és elfogadta a király kegyelmét; azonban hónapokkal később ő és az emberei, köztük Edward England és Jack Rackham, visszatértek a kalózkodáshoz. Ellentétben a kor más figyelemre méltó kalózkapitányaival, mint Benjamin Hornigold és Samuel Bellamy, Vane a kegyetlenségéről volt ismert. Gyakran megverték, megkínozták és megölték a tengerészeket. 1719 februárjában Vane viharba került a Bay-szigetnél, és egy addig feltérképezetlen szigetre került. Miután egy elhaladó brit hajó felfedezte, letartóztatták és Port Royalba vitték, ahol végül 1721 márciusában bíróság elé állították és felakasztották.